# Discografia di Stevie Wonder
Questa pagina contiene la discografia di Stevie Wonder, cantautore e polistrumentista statunitense.

## Album

### Album in studio e live
| Anno | Album                                     | Posizioni in classifica | Posizioni in classifica | Posizioni in classifica | Certificazioni                       | Certificazioni           |
| Anno | Album                                     | US 200                  | US R&B                  | UK Albums               | US                                   | CAN                      |
| ---- | ----------------------------------------- | ----------------------- | ----------------------- | ----------------------- | ------------------------------------ | ------------------------ |
| 1962 | The Jazz Soul of Little Stevie Wonder     | —                       | —                       | —                       | —                                    | —                        |
| 1962 | Tribute to Uncle Ray                      | —                       | —                       | —                       | —                                    | —                        |
| 1963 | Recorded Live: The 12 Year Old Genius     | 1                       | —                       | —                       | —                                    | —                        |
| 1963 | With a Song in My Heart                   | —                       | —                       | —                       | —                                    | —                        |
| 1964 | Stevie at the Beach                       | —                       | —                       | —                       | —                                    | —                        |
| 1965 | Up-Tight                                  | 33                      | 2                       | —                       | —                                    | —                        |
| 1966 | Down to Earth                             | 72                      | 8                       | —                       | —                                    | —                        |
| 1967 | I Was Made to Love Her                    | 45                      | 7                       | —                       | —                                    | —                        |
| 1967 | Someday at Christmas                      | —                       | —                       | —                       | —                                    | —                        |
| 1968 | Eivets Rednow                             | —                       | 37                      | —                       | —                                    | —                        |
| 1968 | For Once in My Life                       | 50                      | 4                       | —                       | —                                    | —                        |
| 1969 | My Cherie Amour                           | 34                      | 3                       | 17                      | —                                    | —                        |
| 1970 | Stevie Wonder Live                        | 81                      | 16                      | —                       | —                                    | —                        |
| 1970 | Signed Sealed & Delivered                 | 25                      | 7                       | —                       | —                                    | —                        |
| 1970 | Live at the Talk of the Town              | —                       | —                       | —                       | —                                    | —                        |
| 1971 | Where I'm Coming From                     | 62                      | 7                       | —                       | —                                    | —                        |
| 1972 | Music of My Mind                          | 21                      | 6                       | —                       | —                                    | —                        |
| 1972 | Talking Book                              | 3                       | 1                       | 16                      | —                                    | Disco d'oro              |
| 1973 | Innervisions                              | 4                       | 1                       | 8                       | —                                    | Disco d'oro              |
| 1974 | Fulfillingness' First Finale              | 1                       | 1                       | 5                       | —                                    | Disco di platino         |
| 1976 | Songs in the Key of Life                  | 1                       | 1                       | 2                       | 10 volte disco di platino (Diamante) | 2 volte disco di platino |
| 1979 | Journey through the Secret Life of Plants | 4                       | 4                       | 8                       | —                                    | Disco d'oro              |
| 1980 | Hotter than July                          | 3                       | 1                       | 2                       | Disco di platino                     | 2 volte disco di platino |
| 1984 | The Woman in Red                          | 4                       | 1                       | 2                       | Disco di platino                     | 2 volte disco di platino |
| 1985 | In Square Circle                          | 5                       | 1                       | 5                       | 2 volte disco di platino             | 2 volte disco di platino |
| 1987 | Characters                                | 17                      | 1                       | 33                      | Disco di platino                     | —                        |
| 1991 | Jungle Fever                              | 24                      | 1                       | 56                      | Disco d'oro                          | —                        |
| 1995 | Conversation Peace                        | 16                      | 2                       | 8                       | Disco d'oro                          | —                        |
| 1995 | Natural Wonder                            | —                       | 88                      | —                       | —                                    | —                        |
| 2005 | A Time to Love                            | 5                       | 2                       | 24                      | Disco d'oro                          | —                        |

### Raccolte
| Anno | Album                                          | Posizioni in classifica | Posizioni in classifica | Posizioni in classifica | Certificazioni   | Certificazioni |
| Anno | Album                                          | US 200                  | US R&B                  | UK Albums               | US               | CAN            |
| ---- | ---------------------------------------------- | ----------------------- | ----------------------- | ----------------------- | ---------------- | -------------- |
| 1968 | Greatest Hits                                  | 37                      | 6                       | 25                      | —                | —              |
| 1971 | Greatest Hits Volume 2                         | 69                      | 10                      | 30                      | —                | —              |
| 1977 | Looking Back - Anthology                       | 34                      | 15                      | —                       | —                | Disco d'oro    |
| 1982 | Stevie Wonder's Original Musiquarium           | 4                       | 1                       | 8                       | Disco d'oro      | —              |
| 1996 | Song Review: A Greatest Hits Collection        | —                       | 100                     | 19                      | Disco di platino | —              |
| 1999 | The Ballad Collection                          | —                       | —                       | —                       | —                | —              |
| 1999 | At the Close of a Century (Cofanetto 4 dischi) | —                       | 100                     | —                       | Disco d'oro      | —              |
| 2002 | Stevie Wonder: The Definitive Collection       | 35                      | 28                      | 11                      | Disco di platino | —              |
| 2004 | Stevie Wonder: The Christmas Collection        | —                       | 90                      | —                       | —                | —              |
| 2007 | #1s                                            | 171                     | —                       | —                       | —                | —              |

## Singoli
| Anno | Single | Album                                                     | Posizioni in classifica | Posizioni in classifica | Posizioni in classifica | Posizioni in classifica |
| Anno | Single | Album                                                     | US Pop                  | US R&B                  | US AC                   | UK                      |
| ---- | --- | --------------------------------------------------------- | ----------------------- | ----------------------- | ----------------------- | ----------------------- |
| 1962 | I Call It Pretty Music, But the Old People Call It the Blues                                                                           | non-album single                                          | 101                     | —                       | —                       | —                       |
| 1962 | Little Water Boy | non-album single                                          | —                       | —                       | —                       | —                       |
| 1962 | Contract on Love | Up-Tight                                                  | —                       | —                       | —                       | —                       |
| 1963 | Fingertips [Part 2] | The 12 Year Old Genius - Recorded Live                    | 1                       | 1                       | —                       | —                       |
| 1963 | Workout, Stevie, Workout | non-album single                                          | 33                      | —                       | —                       | —                       |
| 1964 | Castles in the Sand | Stevie at the Beach                                       | 52                      | —                       | —                       | —                       |
| 1964 | Hey Harmonica Man | Stevie at the Beach                                       | 29                      | —                       | —                       | —                       |
| 1964 | Happy Street | Stevie at the Beach                                       | —                       | —                       | —                       | —                       |
| 1965 | Kiss Me Baby | non-album single                                          | —                       | —                       | —                       | —                       |
| 1965 | High Heel Sneakers | non-album single                                          | 59                      | 30                      | —                       | —                       |
| 1965 | Uptight (Everything's Alright) | Up-Tight                                                  | 3                       | 1                       | —                       | 14                      |
| 1966 | Nothing's Too Good for My Baby | Up-Tight                                                  | 20                      | 4                       | —                       | —                       |
| 1966 | With a Child's Heart | Up-Tight                                                  | 131                     | 8                       | —                       | —                       |
| 1966 | Blowin' in the Wind | Up-Tight                                                  | 9                       | 1                       | —                       | 36                      |
| 1966 | A Place in the Sun | Down to Earth                                             | 9                       | 3                       | 29                      | 20                      |
| 1966 | Someday at Christmas | Someday at Christmas                                      | —                       | —                       | —                       | —                       |
| 1967 | Travlin' Man | non-album single                                          | 32                      | 31                      | —                       | —                       |
| 1967 | Hey Love | Down to Earth                                             | 90                      | 9                       | —                       | —                       |
| 1967 | I Was Made to Love Her | I Was Made to Love Her                                    | 2                       | 1                       | —                       | 5                       |
| 1967 | I'm Wondering | non-album single                                          | 12                      | 4                       | —                       | 22                      |
| 1968 | Shoo-Be-Doo-Be-Doo-Da-Day | For Once in My Life                                       | 9                       | 1                       | —                       | 46                      |
| 1968 | You Met Your Match | For Once in My Life                                       | 35                      | 2                       | —                       | —                       |
| 1968 | Alfie | Eivets Rednow                                             | 66                      | —                       | 11                      | —                       |
| 1968 | For Once in My Life | For Once in My Life                                       | 2                       | 2                       | —                       | 3                       |
| 1969 | I Don't Know Why (I Love You) | For Once in My Life                                       | 39                      | 16                      | —                       | 4                       |
| 1969 | My Cherie Amour | My Cherie Amour                                           | 4                       | 4                       | 3                       | 4                       |
| 1969 | Yester-Me, Yester-You, Yesterday | My Cherie Amour                                           | 7                       | 5                       | 10                      | 2                       |
| 1970 | Never Had a Dream Come True | Signed Sealed Delivered                                   | 26                      | 11                      | 31                      | 6                       |
| 1970 | Signed, Sealed, Delivered I'm Yours | Signed Sealed Delivered                                   | 3                       | 1                       | —                       | 15                      |
| 1970 | Heaven Help Us All | Signed Sealed Delivered                                   | 9                       | 2                       | —                       | 29                      |
| 1971 | We Can Work It Out | Signed Sealed Delivered                                   | 13                      | 3                       | —                       | 27                      |
| 1971 | Never Dreamed You'd Leave in Summer | Where I'm Coming From                                     | 78                      | —                       | —                       | —                       |
| 1971 | If You Really Love Me | Where I'm Coming From                                     | 8                       | 4                       | 10                      | 20                      |
| 1971 | What Christmas Means to Me | Someday at Christmas                                      | —                       | —                       | —                       | —                       |
| 1972 | Superwoman (Where Were You When I Needed You)                                                                                          | Music of My Mind                                          | 33                      | 13                      | —                       | —                       |
| 1972 | Keep on Running | Music of My Mind                                          | 90                      | 36                      | —                       | —                       |
| 1972 | Superstition | Talking Book                                              | 1                       | 1                       | 38                      | 11                      |
| 1973 | You Are the Sunshine of My Life | Talking Book                                              | 1                       | 3                       | 1                       | 7                       |
| 1973 | Higher Ground | Innervisions                                              | 4                       | 1                       | 41                      | 29                      |
| 1973 | Living for the City | Innervisions                                              | 8                       | 1                       | —                       | 15                      |
| 1974 | Don't You Worry 'Bout a Thing | Innervisions                                              | 16                      | 2                       | 9                       | —                       |
| 1974 | He's Misstra Know-It-All | Innervisions                                              | —                       | —                       | —                       | 8                       |
| 1974 | You Haven't Done Nothin' | Fulfillingness' First Finale                              | 1                       | 1                       | —                       | 30                      |
| 1974 | Boogie on Reggae Woman | Fulfillingness' First Finale                              | 3                       | 1                       | —                       | 2                       |
| 1976 | I Wish | Songs in the Key of Life                                  | 1                       | 1                       | 23                      | 5                       |
| 1977 | Sir Duke | Songs in the Key of Life                                  | 1                       | 1                       | 3                       | 2                       |
| 1977 | Another Star | Songs in the Key of Life                                  | 32                      | 18                      | —                       | 29                      |
| 1977 | As | Songs in the Key of Life                                  | 36                      | 36                      | —                       | —                       |
| 1978 | Pops We Love You (Stevie Wonder, Diana Ross, Smokey Robinson & Marvin Gaye)                                                            | Pops We Love You (artisti vari)                           | 59                      | 26                      | —                       | 66                      |
| 1979 | Send One Your Love | Stevie Wonder's Journey through the Secret Life of Plants | 4                       | 5                       | 1                       | 52                      |
| 1980 | Black Orchid | Stevie Wonder's Journey through the Secret Life of Plants | —                       | —                       | —                       | 63                      |
| 1980 | Outside My Window | Stevie Wonder's Journey through the Secret Life of Plants | 52                      | 56                      | 43                      | 52                      |
| 1980 | Master Blaster (Jammin') | Hotter than July                                          | 5                       | 1                       | —                       | 2                       |
| 1980 | I Ain't Gonna Stand for It | Hotter than July                                          | 11                      | 4                       | 20                      | 10                      |
| 1981 | Lately | Hotter than July                                          | 64                      | 29                      | 33                      | 3                       |
| 1981 | Happy Birthday | Hotter than July                                          | 94                      | 17                      | —                       | 2                       |
| 1981 | Did I Hear You Say You Love Me | Hotter than July                                          | —                       | 74                      | —                       | —                       |
| 1982 | That Girl | Stevie Wonder's Original Musiquarium                      | 4                       | 1                       | 19                      | 39                      |
| 1982 | Ebony and Ivory (Paul McCartney & Stevie Wonder)                                                                                       | Tug of War (Paul McCartney)                               | 1                       | 8                       | 1                       | 1                       |
| 1982 | Do I Do | Stevie Wonder's Original Musiquarium                      | 13                      | 2                       | 25                      | 10                      |
| 1982 | Ribbon in the Sky | Stevie Wonder's Original Musiquarium                      | 54                      | 10                      | 21                      | 45                      |
| 1982 | Used to Be (con Charlene) | non-album single                                          | 46                      | 35                      | 31                      | —                       |
| 1983 | Frontline | Stevie Wonder's Original Musiquarium                      | —                       | —                       | —                       | 94                      |
| 1984 | I Just Called to Say I Love You | The Woman in Red soundtrack                               | 1                       | 1                       | 1                       | 1                       |
| 1984 | Love Light in Flight | The Woman in Red soundtrack                               | 17                      | 4                       | 10                      | 44                      |
| 1984 | Don't Drive Drunk | The Woman in Red soundtrack                               | —                       | —                       | —                       | 62                      |
| 1985 | Part-Time Lover | In Square Circle                                          | 1                       | 1                       | 1                       | 3                       |
| 1985 | That's What Friends Are For (Dionne Warwick feat. Gladys Knight, Stevie Wonder & Elton John, credited as "Dionne Warwick and Friends") | Friends                                                   | 1                       | 1                       | 1                       | 16                      |
| 1985 | Go Home | In Square Circle                                          | 10                      | 2                       | 1                       | 67                      |
| 1986 | Overjoyed | In Square Circle                                          | 24                      | 8                       | 1                       | 17                      |
| 1986 | Land of La La | In Square Circle                                          | 86                      | 19                      | —                       | —                       |
| 1986 | Stranger on the Shore of Love | In Square Circle                                          | —                       | —                       | —                       | 55                      |
| 1987 | Skeletons | Characters                                                | 19                      | 1                       | —                       | 59                      |
| 1987 | You Will Know | Characters                                                | 77                      | 1                       | 16                      | 77                      |
| 1988 | Get It (Stevie Wonder & Michael Jackson)                                                                                               | Characters                                                | 80                      | 4                       | —                       | 37                      |
| 1988 | My Love (Julio Iglesias & Stevie Wonder)                                                                                               | Non Stop (Julio Iglesias)                                 | 80                      | —                       | 14                      | 5                       |
| 1988 | My Eyes Don't Cry | Characters                                                | —                       | 6                       | —                       | 92                      |
| 1989 | With Each Beat of My Heart | Characters                                                | —                       | 28                      | —                       | —                       |
| 1989 | Free | Characters                                                | —                       | —                       | —                       | 49                      |
| 1990 | Keep Our Love Alive | non-album single                                          | —                       | 24                      | 44                      | 77                      |
| 1991 | Gotta Have You | Jungle Fever soundtrack                                   | 92                      | 3                       | —                       | —                       |
| 1991 | Feeding Off the Love of the Land | —                                                         | —                       | —                       | —                       |                         |
| 1991 | Fun Day | Jungle Fever soundtrack                                   | —                       | 6                       | —                       | 63                      |
| 1991 | These Three Words | Jungle Fever soundtrack                                   | —                       | 7                       | —                       | —                       |
| 1991 | We Didn't Know (Whitney Houston & Stevie Wonder)                                                                                       | I'm Your Baby Tonight (Whitney Houston)                   | —                       | 20                      | —                       | —                       |
| 1995 | For Your Love | Conversation Peace                                        | 50                      | 11                      | 23                      | 30                      |
| 1995 | Tomorrow Robins Will Sing | Conversation Peace                                        | —                       | 60                      | —                       | 71                      |
| 1995 | Treat Myself | Conversation Peace                                        | —                       | —                       | —                       | 92                      |
| 1996 | Kiss Lonely Goodbye | The Adventures of Pinocchio soundtrack                    | —                       | —                       | —                       | —                       |
| 1997 | How Come, How Long (Babyface featuring Stevie Wonder)                                                                                  | The Day (Babyface)                                        | —                       | —                       | —                       | 10                      |
| 1998 | True to Your Heart (98 Degrees featuring Stevie Wonder)                                                                                | Mulan soundtrack                                          | —                       | —                       | —                       | 51                      |
| 2003 | Signed, Sealed, Delivered I'm Yours (Blue feat. Angie Stone & Stevie Wonder)                                                           | Guilty (Blue)                                             | —                       | —                       | —                       | 11                      |
| 2005 | So What the Fuss | A Time 2 Love                                             | 96                      | 34                      | —                       | 19                      |
| 2005 | Positivity (featuring Aisha Morris) | A Time 2 Love                                             | —                       | —                       | —                       | 54                      |
| 2006 | From the Bottom of My Heart | A Time 2 Love                                             | —                       | 25                      | 7                       | 101                     |
| 2006 | Shelter in the Rain | A Time 2 Love                                             | —                       | 93                      | —                       | —                       |
| 2008 | Keep Fooling Yourself, Baby Girl | —                                                         | —                       | —                       | —                       | —                       |
| 2009 | All About the Love Again | —                                                         | —                       | —                       | —                       | —                       |
| 2016 | Faith (featuring Ariana Grande) |                                                           |                         |                         |                         |                         |
| 2020 | Can't Put It in the Hands of Fate | —                                                         | —                       | —                       | —                       | —                       |
| 2023 | Sweet Sounds Of Heaven (feat. Lady Gaga & Stevie Wonder)                                                                               | Hackney Diamonds (The Rolling Stones)                     |                         |                         |                         |                         |

Nota: I singoli Ebony and Ivory, I Just Called to Say I Love You, e Isn't She Lovely sono stati certificati disco d'oro dalla RIAA.

## Discografia italiana

### 33 giri
- 1970 - Stevie Wonder (Tamla Motown, TSP 34019[7])

### 45 giri
Stevie Wonder pubblicò nel 1968 A Place in the Sun in versione italiana, con il titolo Il sole è di tutti su etichetta Motown Records distribuita allora dalla RCA Italiana; il retro del 45 giri si intitolava Passo le mie notti qui da solo, anch'esso quindi in lingua italiana.
Sempre in italiano pubblicò altri 45 giri, come Solo te, solo me, solo noi (cover di Yester me, yester you, yesterday), Non sono un angelo (cover di I'm wondering) e Dove vai? (cover di Travelin' man); inoltre partecipò al Festival di Sanremo 1969 in coppia con Gabriella Ferri con Se tu ragazza mia.
- 1967 - Il sole è di tutti/Passo le mie notti qui da solo (Tamla Motown, TM 8034[8])
- 1968 - Dove vai?/Non sono un angelo (Tamla Motown, TM 8034[9])
- 1969 - Se tu ragazza mia/Shoo Be Doo Be Doo Da Day (Tamla Motown, TM 8043[10]
- 1970 - My Chérie Amour/Solo te, solo me, solo noi (Tamla Motown, TM 8051[11])

## Cover in italiano
- 1967 Il sole è di tutti è la versione in italiano di A place in the sun, cantata da Dino e incisa anche da Stevie Wonder.
- 1993 "Lately" eseguita live da Giorgia Todrani al "Classico" di Roma ed inclusa nell'album di cover Jazz-Blues della cantautrice Soul "One More Go Round".
- 2002 Passo le mie notti qui da solo, versione in italiano di Music Talk (incisa anche da Stevie Wonder sul retro di Il sole è di tutti), singolo dei Ridillo incluso anche nel loro album Weekend al Funkafè.
- 2005 "Love's In Need of Love Today" cover di Giorgia Todrani inclusa nel primo MTV Unplugged italiano, ossia MTV Unplugged (Giorgia).
- 2009 Il sole è di tutti è stata inserita da Pago nell'album Aria di settembre.
- 2010 Solo te, solo me, solo noi è la versione in italiano di Yester me, yester you, yesterday inclusa da Giuliano Palma & the Bluebeaters nell'album Combo.